# Cerro del Vigía de Enmedio
Cerro del Vigía de Enmedio är en ort i Mexiko.   Den ligger i kommunen Santiago Tuxtla och delstaten Veracruz, i den sydöstra delen av landet, 400 km öster om huvudstaden Mexico City. Cerro del Vigía de Enmedio ligger 348 meter över havet och antalet invånare är 230.
Terrängen runt Cerro del Vigía de Enmedio är kuperad åt nordväst, men åt sydost är den platt. Runt Cerro del Vigía de Enmedio är det ganska tätbefolkat, med 139 invånare per kvadratkilometer. Närmaste större samhälle är San Andres Tuxtla, 12,7 km öster om Cerro del Vigía de Enmedio. Omgivningarna runt Cerro del Vigía de Enmedio är en mosaik av jordbruksmark och naturlig växtlighet.